# Schizolecis guentheri
Schizolecis guentheri (częściej spotykany jest zapis Schizolecis guntheri)  – gatunek małej słodkowodnej ryby sumokształtnej z rodziny zbrojnikowatych (Loricariidae), jedyny przedstawiciel rodzaju Schizolecis. Nie ma znaczenia gospodarczego.

## Zasięg występowania
Południowo-wschodnia Brazylia.

## Taksonomia
Gatunek opisany naukowo w 1918 przez Alípio de Miranda Ribeiro z Ilha de São Sebastião w stanie São Paulo w Brazylii. Istnieją pewne kontrowersje dotyczące poprawnej pisowni nazwy tego gatunku. W opisie gatunku Miranda Ribeiro wymienił nazwę Microlepidogaster guntheri z adnotacją w stopce tej samej strony (str. 634), że jest to taksonomiczny patronim na cześć “Sr. F. Gunthera”. W dalszym artykule tego samego wydania czasopisma Miranda Ribeiro napisał Microlepidogaster güntheri (str. 717). Isaäc Isbrücker uznał za prawidłową pisownię M. guentheri.

## Biologia i ekologia
Zasiedla strumienie o skalistym i piaszczystym dnie, głównie na płyciznach i rozlewiskach do 30 cm głębokości, z powolnym przepływem wody. Żeruje głównie w ciągu dnia. Żywi się mikroskopijnymi glonami, głównie okrzemkami i zielonymi algami porastającymi skały i podwodne rośliny, czasami zjada larwy ochotkowatych i meszkowatych. Biologia rozrodu nie została poznana.

## Długość ciała
Dorosłe osobniki osiągają maksymalnie 4 cm długości standardowej (SL).